# Borey
 (septembre 2013).
Si vous disposez d'ouvrages ou d'articles de référence ou si vous connaissez des sites web de qualité traitant du thème abordé ici, merci de compléter l'article en donnant les références utiles à sa vérifiabilité et en les liant à la section « Notes et références ».
Borey est une commune française située dans le département de la Haute-Saône, la région culturelle et historique de Franche-Comté et la région administrative Bourgogne-Franche-Comté. Elle fait partie du canton de Villersexel et de la Communauté de communes du Triangle Vert. Ses habitants sont appelés les Boréens.

## Géographie
La superficie du territoire communal classe Borey en 82ème position sur 539 communes.

### Situation
Le village se situe à 18 kilomètres de Vesoul, Préfecture du département et à 7 kilomètres de Villersexel, qui sont les deux pôles d'attraction commerciale. Besançon, la capitale régionale, se trouve distante d'une soixantaine de kilomètres.
| Autrey-lès-Cerre  | Montjustin-et-Velotte | Oppenans |
| Cerre-lès-Noroy   | Borey                 | Moimay   |
| Vallerois-le-Bois | Esprels               | Marast   |

### Géologie et relief
Les plateaux de la Haute-Saône, qui occupent le Sud du département, correspondent à une vaste zone tabulaire d'assise Jurassique compliquée par des cassures orientées nord-est/sud-ouest avec des ondulations en surface.
Le site est environné de collines de faibles altitudes, celle du Nouvelet à l'est qui culmine à 438 mètres, le mont de Cerre (396 mètres) à l'ouest et le mont d'Autrey (426 mètres) au nord. Elles enchâssent une vallée sèche orientée nord-est/sud-ouest qui conduit aux fermes isolées de Fontaine à Vin, de Flûte Merle et aux Baraques de Borey, hameau se situant à trois kilomètres au sud du village. Le ruisseau du Bief, qui prend sa source dans une résurgence karstique au Vevey au pied du mont d'Autrey, disparaît dans une perte au Moulin de Dessous. Deux gouffres, liés à la nature calcaire  du sous sol, ont été explorés par le Spéléo Club de Vesoul : le Creux qui Sonne (-47 mètres) et le gouffre du Nouvelet (-23 mètres).
Le territoire communal repose sur le gisement de schiste bitumineux de Haute-Saône daté du Toarcien.

### Faune et flore
Le mont d'Autrey est une zone protégée au titre du Réseau Natura 2000, ce secteur correspondant à des pelouses, formations herbacées sur des sols peu épais, moyennement fertiles, sur lesquelles se développent une faune et une flore typiques avec notamment des orchidées.
Plus de 50 % de la superficie est boisée, la commune disposant d'un important domaine forestier avec les Grands Bois qui s'étirent au sud-est en englobant le Nouvelet. Il s'agit d'une forêt tempérée décidue à prédominance de feuillus, où dominent le chêne, le hêtre et le frêne.

### Climat
Pour des articles plus généraux, voir Climat de la Bourgogne-Franche-Comté et Climat de la Haute-Saône.
En 2010, le climat de la commune est de type climat de montagne, selon une étude du Centre national de la recherche scientifique s'appuyant sur une série de données couvrant la période 1971-2000. En 2020, Météo-France publie une typologie des climats de la France métropolitaine dans laquelle la commune est exposée à un climat semi-continental et est dans la région climatique  Lorraine, plateau de Langres, Morvan, caractérisée par un hiver rude (1,5 °C), des vents modérés et des brouillards fréquents en automne et hiver. 
Pour la période 1971-2000, la température annuelle moyenne est de 9,9 °C, avec une amplitude thermique annuelle de 17,2 °C. Le cumul annuel moyen de précipitations est de 1 148 mm, avec 13,6 jours de précipitations en janvier et 10,3 jours en juillet. Pour la période 1991-2020, la température moyenne annuelle observée sur la station météorologique de Météo-France la plus proche, « Villersexel Sa », sur la commune de Villersexel à 7 km à vol d'oiseau, est de 10,8 °C et le cumul annuel moyen de précipitations est de 1 037,9 mm. 
La température maximale relevée sur cette station est de 38,4 °C, atteinte le 8 août 2003 ; la température minimale est de −19,4 °C, atteinte le 20 décembre 2009,,. 
Les paramètres climatiques de la commune ont été estimés pour le milieu du siècle (2041-2070) selon différents scénarios d'émission de gaz à effet de serre à partir des nouvelles projections climatiques de référence DRIAS-2020. Ils sont consultables sur un site dédié publié par Météo-France en novembre 2022.

### Voie de communication et transport
Le village est desservi par la route départementale 80 qui relie, d'ouest en est, Vesoul à Villersexel et par une route vicinale qui relie, du sud au nord, Baslières à Montjustin.

## Urbanisme

### Typologie
Au 1er janvier 2024, Borey est catégorisée commune rurale à habitat dispersé, selon la nouvelle grille communale de densité à sept niveaux définie par l'Insee en 2022.
Elle est située hors unité urbaine. Par ailleurs la commune fait partie de l'aire d'attraction de Vesoul, dont elle est une commune de la couronne,. Cette aire, qui regroupe 158 communes, est catégorisée dans les aires de 50 000 à moins de 200 000 habitants,.

### Occupation des sols
L'occupation des sols de la commune, telle qu'elle ressort de la base de données européenne d’occupation biophysique des sols Corine Land Cover (CLC), est marquée par l'importance des forêts et milieux semi-naturels (57 % en 2018), une proportion identique à celle de 1990 (57 %). La répartition détaillée en 2018 est la suivante : 
forêts (57 %), zones agricoles hétérogènes (20,9 %), prairies (19,8 %), zones urbanisées (2,3 %). L'évolution de l’occupation des sols de la commune et de ses infrastructures peut être observée sur les différentes représentations cartographiques du territoire : la carte de Cassini (XVIIIe siècle), la carte d'état-major (1820-1866) et les cartes ou photos aériennes de l'IGN pour la période actuelle (1950 à aujourd'hui).

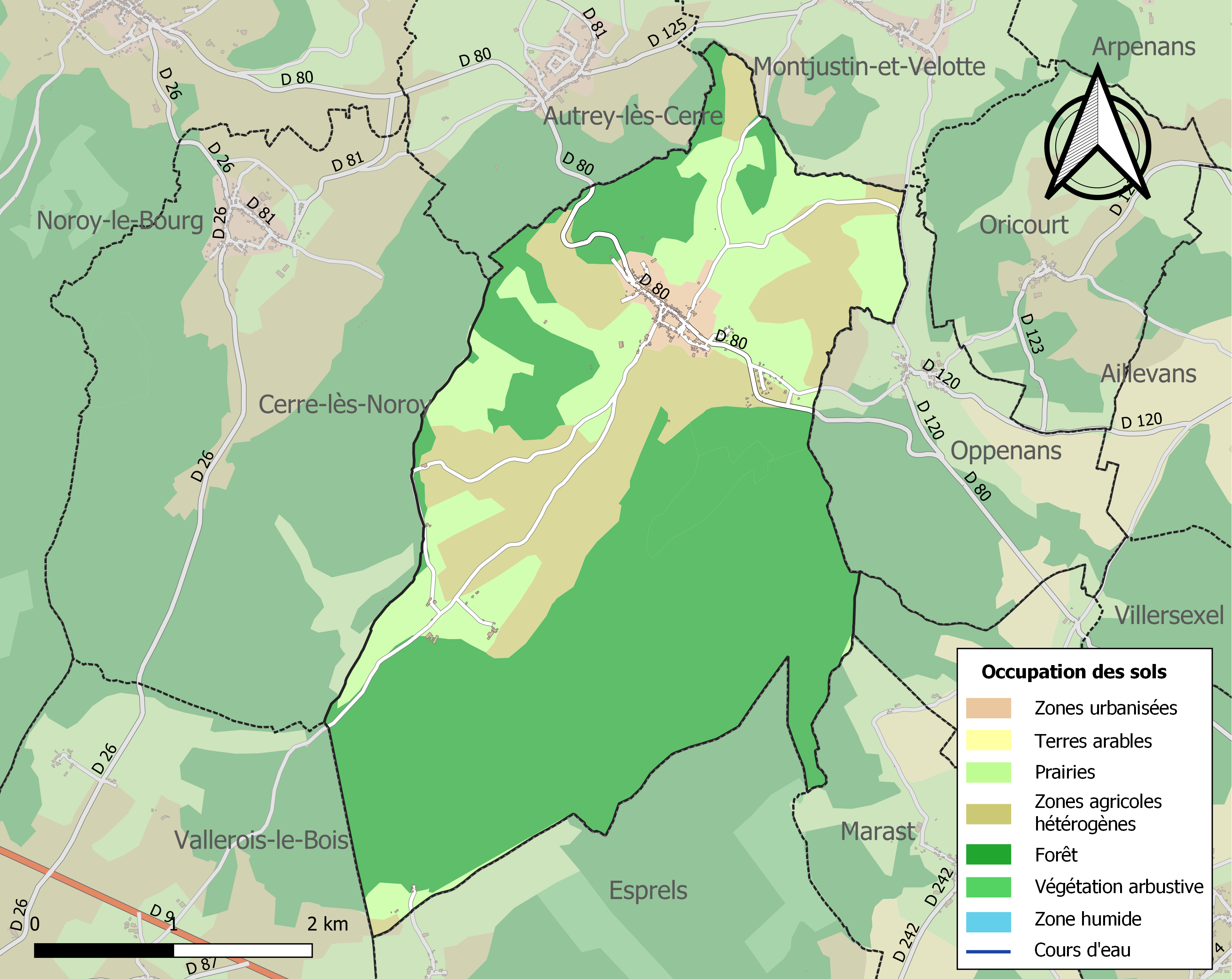
Carte des infrastructures et de l'occupation des sols de la commune en 2018 (CLC).

## Toponymie
Deux propositions sont faites sur l'origine du nom Borrey :
Il pourrait être d'origine celte, provenant de Borna, signifiant cavité, dérivé ensuite en Bour, Bore, signifiant profondeur, trou, creux.
Selon une autre analyse il serait d'origine gallo-romaine, provenant de Burrus.
Si la première suggestion est conforme à la situation du village, qui s'est établi dans une dépression au pied des collines avoisinantes, la seconde hypothèse est privilégiée par les linguistes, le nom s'étant formé à partir de celui du propriétaire ou de l'occupant des lieux à l'époque gallo-romaine avec le suffixe -acum, Burracum signifiant le domaine de Burrus.
Les archives mentionnent les noms de Bosre en 1211, Borre en 1238 puis Borrey en 1282. Ce dernier toponyme, figurant sur la carte de Cassini, subsiste jusqu'au XVIIIe siècle.

## Histoire

### Antiquité-Moyen Âge

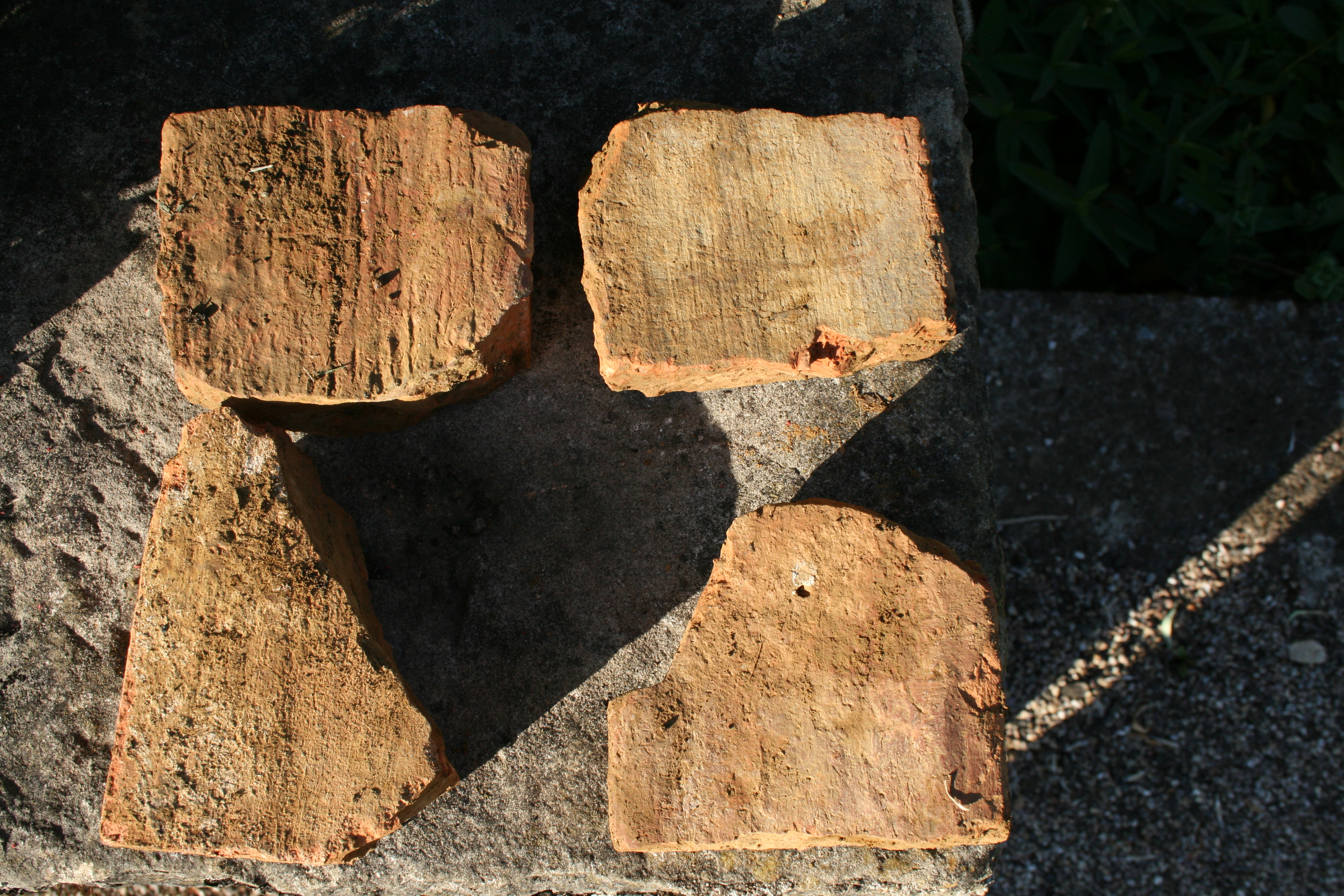
Fragments de briques romaines.

Des vestiges gallo-romains (débris de tuiles, pierres de construction, morceaux de briques) présents dans un pré au sud-est du village, attestent de l'occupation du site à partir du Ier siècle. Il devait s'agir d'une villa rustica, c'est-à-dire d'une exploitation agricole située dans la province romaine Gallia Belgica, devenue Germanie supérieure puis Maxima Sequanorum. Les migrations germaniques ont sans doute mis fin à cette occupation au IVe siècle.

Blason famille de Borrey.

À l'époque médiévale une famille de Borrey, dont certains membres sont connus du XIIe siècle au XVe siècle, s'éteint avec Jean de Borrey qui mourut vers 1429 et qui n'eut qu'une fille Alix. Les armoiries de cette famille étaient  d'argent à trois bandes d'azur, au chef de gueules chargé d'un lion léopardé d'argent. Le village faisait partie du comté de Bourgogne qui a dépendu successivement du Saint-Empire romain germanique, puis du duché de Bourgogne et enfin des Habsbourg d'Espagne. Les seigneurs de Borrey, dont l'influence était réduite à leur territoire et qui ont noué des alliances avec d'autres féodaux locaux notamment ceux d'Arpenans, Mollans et Montjustin, étaient vassaux du seigneur de Rupt-sur-Saône et d'Autricourt, cité dans un acte de 1453.
Le village, qui s'est établi dans sa partie haute à proximité des sources du Vevey et aux alentours de l'église bâtie au XIIe siècle, a dû souffrir à la fin du Moyen Âge des conséquences de la peste noire  (1348-1350), des dévastations des grandes compagnies (1360) et des écorcheurs (1444), le bailliage d'Amont dont il faisait partie perdant les trois quarts de sa population.

### Époque moderne
Durant le XVIe siècle la seigneurie est divisée en trois meix possédés par plusieurs familles, dont les principales sont les Grégoire de Villersexel, les Garnier de Vesoul et les Du Tartre de la Roche Saint-Hippolyte (Doubs). Elle passe ensuite définitivement entre les mains de la famille Tranchant, originaire de Vesoul et dont la filiation remonte à Jean Tranchant, procureur général du bailliage d'Amont en 1532 pour l'empereur Charles Quint.
Jean-Baptiste Tranchant, son petit-fils, obtient en 1625 permission de posséder fief à Borey, bien qu'il ne fût pas noble.
Le XVIIe siècle est marqué par la conquête française, le village étant dévasté en 1636 par les troupes de Matthias Gallas, lors de la guerre de Dix ans épisode comtois de la guerre de Trente Ans. Il est mentionné comme encore inhabité huit ans plus tard en 1644.
Claude Étienne Tranchant, fils de Jean-Baptiste, est cité seigneur de Borey en 1669.

Blason Famille Tranchant de la Verne

Son frère Antoine Alexis Tranchant ( I ), né en 1636, tient ensuite la seigneurie jusqu'à sa mort en 1692, après le traité de Nimègue rattachant en 1678 la Franche-Comté à la France. De par son mariage en 1658 avec Marie Thérèse Dole de la Verne, fille unique de Louis de la Verne commandant militaire de la ville de Dole (Jura) lors du siège de 1636, ses descendants prendront le nom de  Tranchant de la Verne .
Antoine Alexis Tranchant ( II ), né en 1660, lui succède jusqu'à sa mort en 1746. Déclaré Noble en 1710 en récompense de ses services militaires et en considération de l'ancienneté de la noblesse de ses aïeux il obtient en 1719 du roi Louis XV l'érection de la terre de Borey en comté. Les armoiries des comtes de la Verne sont d’azur au dauphin d’argent couronné d’or, au chef d’argent chargé de trois mouchetures d’hermine. Jean François Arteman Tranchant, son fils né en 1707, lui succède jusqu'à sa mort en 1782. Il n'aura pas d'héritier.
Son cousin germain Charles François Gabriel Tranchant lui succède jusqu'en 1789, année où il cède la seigneurie à Philippe Emmanuel comte de Salives, seigneur de Vallerois-le-Bois moyennant la somme de 488 000 livres, le traité prévoyant un échange avec les seigneuries de Domprel et de Cromey.
Bien qu'officiellement abolie depuis 1779 et ayant fait l'objet d'une charte de franchise en 1786 jugée lésionnaire par l'intendant de Franche-Comté, la mainmorte existait encore à la Révolution à Borey, la généralité de mainmorte réelle et personnelle figurant à l'acte de cession.
Dans leur Cahier de doléances du 16 mars 1789, les habitants insistent particulièrement sur l'abolition des privilèges et exemptions en matière d'impôts : Que les bois, parcs des seigneurs, leurs vastes enclos, promenades et lieux de plaisance, que n'atteignit jamais l'impôt pour tomber en entier sur le terrain voisin arrosé des sueurs des misérables agriculteurs, soient imposés comme les meilleurs fonds. 
Les archives démontrent la réserve voire l'hostilité des villageois aux idées de la Révolution française, plusieurs démissions étant notamment mentionnées en 1790 parmi les officiers municipaux au motif que leurs personnes et des membres de leur famille ont été l'objet de menaces et sévices et que leurs biens ont été dégradés. Le conseil municipal demandera d'ailleurs en 1792 le retour du curé Alix, au nom de la liberté d'opinion, ce qui conduit le directoire du district de Vesoul à considérer que le fanatisme le plus dangereux gangrène les citoyens de la commune de Borrey qui ont épousé avec la plus grande chaleur le parti et les missions des prêtres insermentés. De nouvelles autorités municipales seront chargées de ranimer la ferveur révolutionnaire mais la résistance subsistera, la plaque apposée sur l'arbre de la Liberté étant par exemple cassée dans la nuit du 11 au 12 pluviôse an VI (janvier 1798).

### Époque contemporaine

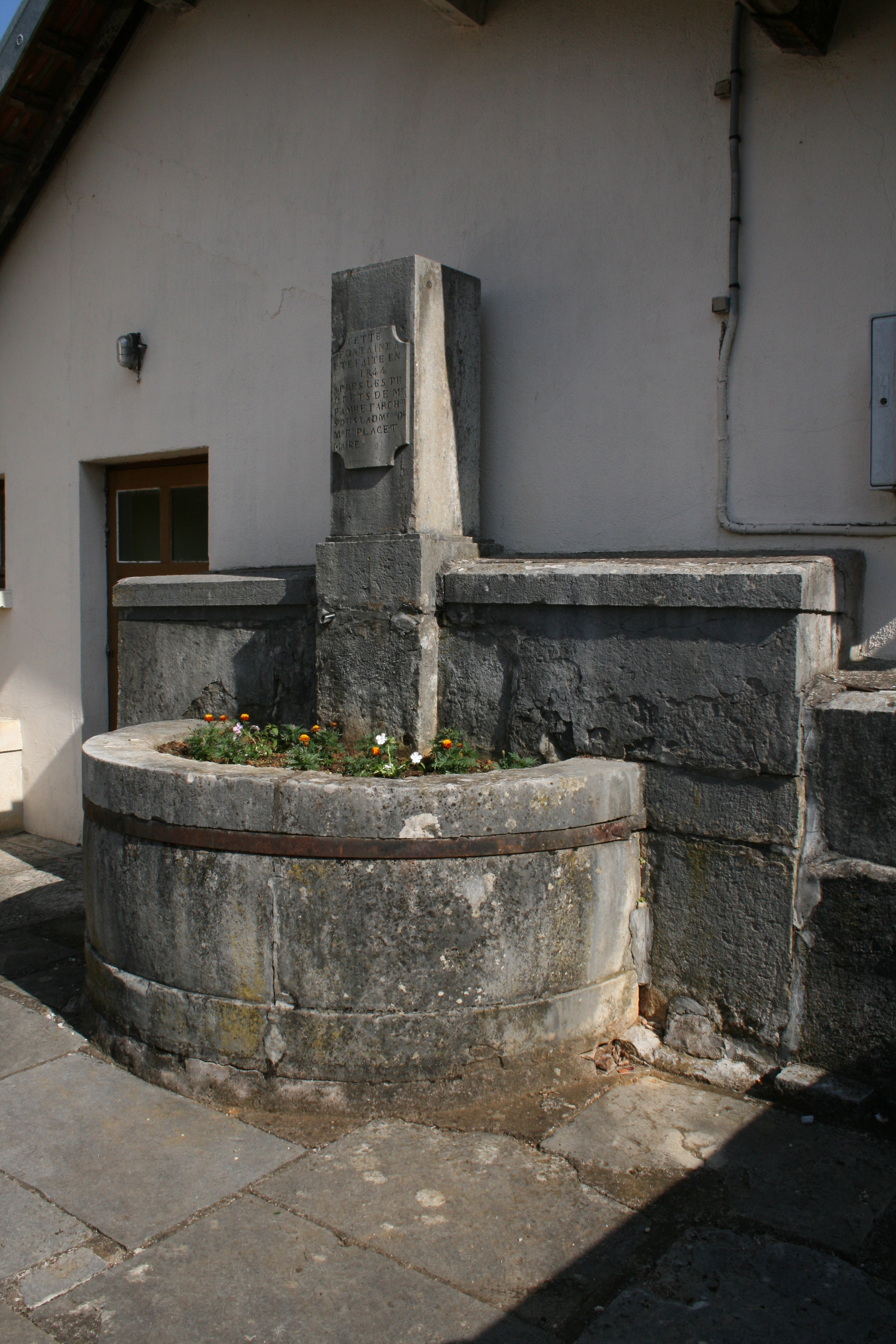
Fontaine du centre du village 1844.

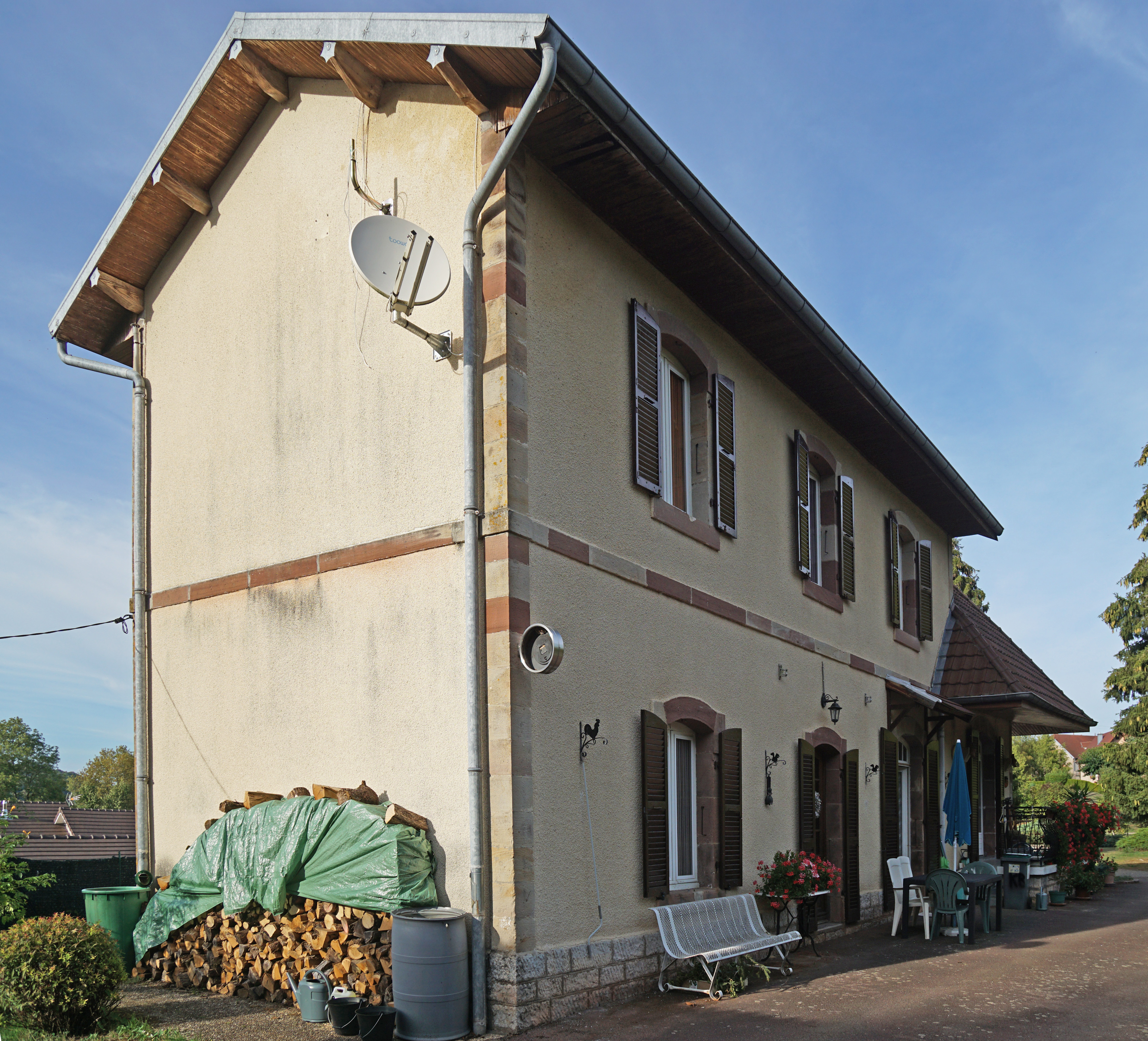
L'ancienne gare.

Le XIXe siècle marque la fin du contentieux qui oppose depuis le XVe siècle les habitants de Borey à ceux de Montjustin, à propos du droit d'usage reconnu à ces derniers dans les forêts communales en contrepartie d'un droit de vaine pâture sur les terres de Velotte, tombé en désuétude, le préfet de la Haute-Saône procédant le 16 novembre 1829 au tirage au sort d'un lot de bois définitivement attribué à Montjustin.
La commune connaît d'importantes transformations, avec la construction ou la rénovation de plusieurs fontaines et de lavoirs desservis par les sources du Veuvey et des Noues, l'achat en 1834 du presbytère remplaçant l'ancienne cure prête à tomber, la création d'un nouveau cimetière sur la route de Montjustin, l'ancien situé autour de l'église étant interdit en 1854, la construction de la mairie-école en 1887 moyennant le prix de 32 000 francs sous la direction de l'architecte Fournier. La réalisation, sollicitée par le conseil municipal dès 1812, d'une route départementale entre Vesoul et Villersexel, passant par Colombe, Noroy et Borey, favorise le désenclavement du village et en modifie notablement dans la seconde moitié du siècle la physionomie avec de nouvelles constructions s'élevant en bordure de cet axe, actuelle départementale 80[réf. souhaitée]. Ces transformations n'évitent pas à la commune de connaître à partir de cette époque l'émigration de ses habitants vers les villes et secteurs industrialisés.
Deux épidémies sont signalées, de choléra en 1854 avec 29 inhumations dont 14 enfants en 14 mois, puis de fièvre typhoïde en 1870.
Les troupes prussiennes passent par le village lors de la guerre de 1870 à l'occasion de la bataille de Villersexel où le général Charles Denis Bourbaki emporte une victoire.
Le début du XXe siècle est marqué par les mutations technologiques avec l'adhésion au réseau téléphonique en 1902, la création d'une agence postale en 1921 et l'électrification de la commune en 1924. Les Chemins de fer vicinaux de la Haute-Saône ouvrent entre Vesoul et Saint-Georges une ligne desservant le village et qui fonctionnera de 1911 à 1937, la gare des chemins de fer vicinaux de la Haute-Saône étant construite au pied du Nouvelet pour éviter de trop fortes déclivités. Le tacot mettait un peu moins d'une heure pour rejoindre le chef-lieu du département. Lors de la grande guerre de 1914-1918 le nombre de poilus, originaires ou résidant au village, morts pour la France est de 21.
Pendant la Seconde Guerre mondiale, un groupe de résistants se constitue et un maquis s'installe durant l'été 1944 au Nouvelet. Le 13 septembre 1944, le village est bombardé par les troupes américaines à la suite des tirs d'une batterie allemande installée dans la commune. Huit victimes civiles, réfugiées dans une cave, trouveront la mort dans ce bombardement. La libération, le lendemain, s'accompagnera de violents combats, avec notamment la destruction d'un char M4 Sherman au mont de Cerre et d'une jeep sur la route des Baraques. L'ordonnance du lieutenant-colonel Clayton C. Thobro du 2e bataillon du 7e régiment d'infanterie U.S y trouvera la mort. Dans les années 1970 la commune tente de réduire la désertification, qui s'est poursuivie après la guerre, par la construction du lotissement de Chandelle. Un second lotissement au lieu-dit En la Croze a été dernièrement créé. Le village, qui stabilise sa population aux alentours de deux-cents habitants, a disposé jusqu'en 2010 d'une école primaire faisant partie d'un regroupement pédagogique, et d'un centre de secours communal.

## Politique et administration

### Rattachements administratifs et électoraux
La commune fait partie de l'arrondissement de Vesoul du département de la Haute-Saône, en région Bourgogne-Franche-Comté. Pour l'élection des députés, elle dépend de la deuxième circonscription de la Haute-Saône.
Elle était incluse depuis 1973 dans le canton de Noroy-le-Bourg. Dans le cadre du redécoupage cantonal de 2014 en France, la commune est désormais rattachée au canton de Villersexel.

### Intercommunalité
La commune faisait partie de la communauté de communes des grands bois, créée le 10 décembre 2001 et qui regroupait 12 communes et environ 3 100 habitants.
Dans le cadre des dispositions de la loi du 16 décembre 2010 de réforme des collectivités territoriales, qui prévoit toutefois d'achever et de rationaliser le dispositif intercommunal en France, et notamment d'intégrer la quasi-totalité des communes françaises dans des EPCI à fiscalité propre dont la population soit normalement supérieure à 5 000 habitants, le schéma départemental de coopération intercommunale de 2011 a prévu la fusion des communautés de communes : 
- du Pays de Saulx, 
- des grands bois 
- des Franches Communes (sauf  Amblans et Genevreuille), 
et en y rajoutant la commune isolée de Velorcey, afin de former une nouvelle structure regroupant 42 communes et environ 11 200 habitants.
Cette fusion est effective depuis le 1er janvier 2014 et a permis la création, à la place des intercommunalités supprimées, de  la communauté de communes du Triangle Vert, dont la commune est désormais membre.

### Tendances politiques et résultats
Aux élections législatives de 2007, Jean-Michel Villaumé (PS), élu député, a obtenu 52,34 % des suffrages contre 47,66 % pour Maryvonne Briot (UMP), députée sortante.
À l'élection présidentielle de 2007, Nicolas Sarkozy (UMP) a obtenu 60,23 % des voix, contre 39,77 % pour Ségolène Royal (PS). (Résultats pour le département: Sarkozy 55,80 % Royal 44,20 %)
Aux élections européennes de 2009, 114 votants ont été recensés pour 206 inscrits, soit un taux de participation de 55,33 %. Les résultats sont les suivants, pour les suffrages exprimés au nombre de 102:
UMP: 24 PS: 21 Nouveau Parti anticapitaliste: 15 Europe Écologie: 9 Front national: 9 MoDem: 9 Debout la République: 4 Alliance écologiste indépendante: 3 Front de gauche pour changer d'Europe: 3 Libertas: 2 Lutte ouvrière: 2
Aux élections régionales de 2010, 124 votants ont été recensés au second tour de scrutin pour 203 inscrits, soit un taux de participation de 61,08 %. Marie-Guite Dufay PS/MRC/PRG/DVG Présidente sortante a obtenu 51 voix (43,59 %) Alain Joyandet Comité de liaison de la majorité présidentielle 49 voix (41,88 %) Sophie Montel FN 17 voix (14,53 %).

### Liste des maires
| Période                                  | Période  | Identité                      | Étiquette | Qualité                         |
| ---------------------------------------- | -------- | ----------------------------- | --------- | ------------------------------- |
| Les données manquantes sont à compléter. |          |                               |           |                                 |
|                                          |          | Étienne Jeannin               |           |                                 |
|                                          |          | Paul Manteaux                 |           |                                 |
|                                          | 1959     | André Jeangirard (1923-2009)  |           |                                 |
| 1959                                     | 1971     | René Manteaux (1930-2020)     |           |                                 |
| 1971                                     |          | Ernest Jeangirard (1921-2005) |           |                                 |
|                                          | 2001     | Pierre Barrachin (1932-2016)  |           |                                 |
| Les données manquantes sont à compléter. |          |                               |           |                                 |
| mars 2001                                | mai 2020 | René Delcey (1941 - 2021 )    |           | Réélu pour le mandat 2014-2020, |
| mai 2020                                 | en cours | Luc Gondelberg (1960 - )      |           |                                 |

## Démographie
On dénombrait 55 feux en 1614. En 2022, Borey comptait 220 habitants. À partir du XXIe siècle, les recensements réels des communes de moins de 10 000 habitants ont lieu tous les cinq ans. Les autres « recensements » sont des estimations.
Le village est classé pour sa population au 216e rang des communes de la Haute-Saône.
| 1793 | 1800 | 1806 | 1821 | 1831 | 1836 | 1841 | 1846 | 1851 |
| ---- | ---- | ---- | ---- | ---- | ---- | ---- | ---- | ---- |
| 610  | 673  | 704  | 695  | 742  | 765  | 830  | 848  | 812  |

| 1856 | 1861 | 1866 | 1872 | 1876 | 1881 | 1886 | 1891 | 1896 |
| ---- | ---- | ---- | ---- | ---- | ---- | ---- | ---- | ---- |
| 687  | 732  | 731  | 664  | 622  | 574  | 583  | 601  | 553  |

| 1901 | 1906 | 1911 | 1921 | 1926 | 1931 | 1936 | 1946 | 1954 |
| ---- | ---- | ---- | ---- | ---- | ---- | ---- | ---- | ---- |
| 516  | 492  | 457  | 368  | 363  | 329  | 304  | 259  | 256  |

| 1962 | 1968 | 1975 | 1982 | 1990 | 1999 | 2004 | 2006 | 2009 |
| ---- | ---- | ---- | ---- | ---- | ---- | ---- | ---- | ---- |
| 235  | 195  | 183  | 246  | 202  | 225  | 208  | 205  | 232  |

| 2014 | 2019 | 2022 | - | - | - | - | - | - |
| ---- | ---- | ---- | - | - | - | - | - | - |
| 238  | 221  | 220  | - | - | - | - | - | - |

## Sports
Une épreuve des championnats de France de cyclisme sur route 2016 de Vesoul s'est déroulée le 23 juin 2016 sur le territoire de la commune de Borey.

## Économie
L'économie du village s'est essentiellement tournée vers l'agriculture, sous la forme de la polyculture et de l'élevage bovin à vocation principalement laitière, un élevage de porcs s'étant installé aux Baraques de Borey. Dans le passé, une mine de fer a été exploitée au mont d'Autrey, à une époque vraisemblablement antérieure au XVIIIe siècle. Il en subsiste le vestige d'un puits de mine au lieudit le Stülle, dérivé de l'allemand Stollen (galerie) ce qui permet de conclure à une exploitation par des mineurs venus du Tyrol ou de Saxe. Les affleurements rocheux du Nouvelet ont permis aux habitants d'y chercher des pierres de construction, dans des carrières encore visibles, dont celle dite de l'église. Trois moulin à eau, construits sur le ruisseau du Bief, ont également existé au village: le moulin du dessus ou de l'étang, le moulin du milieu ou du mi-temps et le moulin du dessous ou du creux. La commune a aussi compté deux laiteries, la dernière ayant fermé dans les années 1960. Des nombreux artisans et commerçants qui existaient encore au XIXe siècle, il ne subsiste plus qu'un café.

## Culture locale et patrimoine

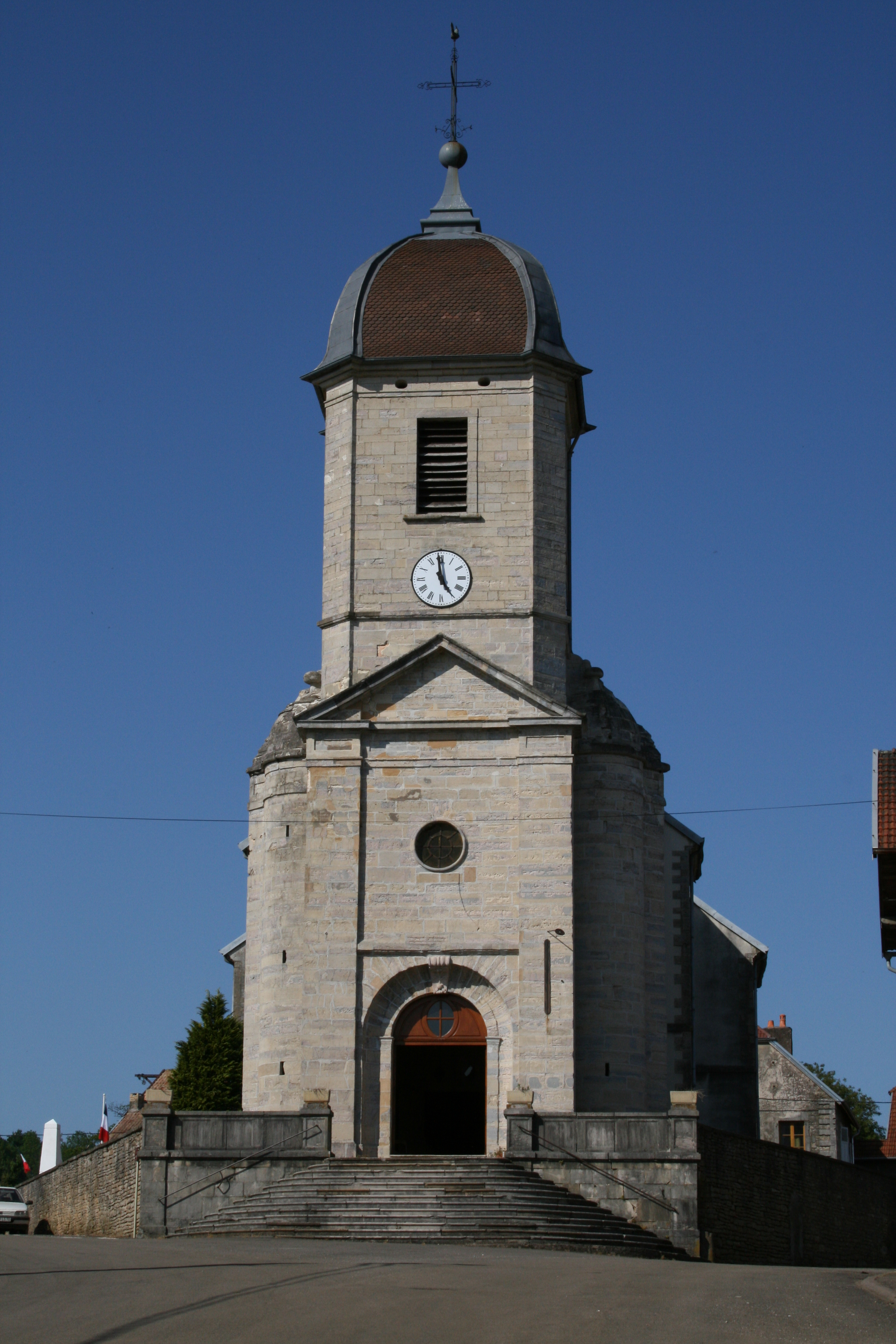
Église Saint-Martin.

### Lieux et monuments
- Construite à partir de 1779 sur l'emplacement d'un édifice antérieur du XIIe siècle, l'église Saint-Martin de Borey, consacrée en 1781, comporte un clocher à dôme à impériale avec un porche au portail classique. Sa nef, à trois travées, est surmontée d'une voûte en berceau sur pilastres. Elle est ornementée de boiseries et de tableaux du XVIIIe siècle, représentant saint Martin Évêque au-dessus de l'autel, l'Assomption de la Vierge Marie dans la chapelle collatérale gauche et sainte Barbe  dans la chapelle collatérale droite. Les pierres tombales d'Antoine Alexis Tranchant ( II ), de Jean François Arteman Tranchant et de Marie-Thérèse Dole de la Verne sont visibles dans la chapelle de la Vierge, dite chapelle seigneuriale.
- Reconstruit en 1684 selon les  règles du classicisme, l'ancien château féodal, fait suite à une maison forte qui était ceinturée d'une douve. Il comporte un corps de logis  flanqué de deux tours d'angle. À l'équerre et à l'arrière de ce bâtiment, une seconde aile a été transformée en exploitation agricole. Sur le devant, les anciennes écuries et granges ceinturent la cour. Le château a été occupé par les seigneurs de Borey jusqu'à la Révolution, où il a été vendu comme bien national au citoyen Goulut.
- La fontaine Saint Maurice, construite de 1861 à 1863 sur les plans de l'architecte Jean-Baptiste Colard de Lure, comporte un pavillon de puisage avec deux baies à linteau droit et des pilastres saillants. L'abreuvoir se prolonge en demi-cercle et enveloppe, du côté du mur, un lavoir. C'est la dernière fontaine du village à être alimentée par sa source[38].

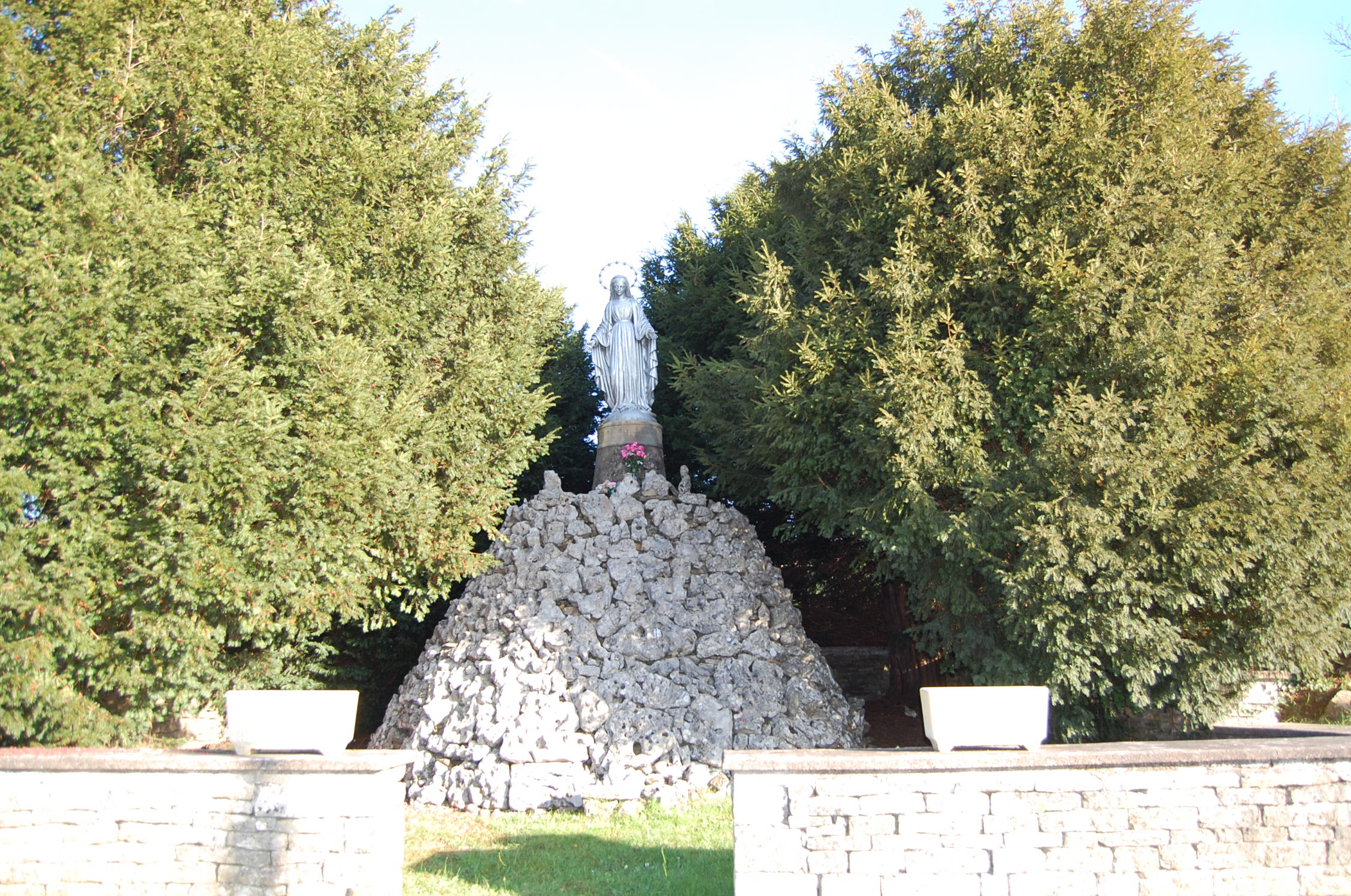
Notre-Dame-du-Roche.

- Située sur la route d'Autrey la chapelle Sainte-Barbe, a été édifiée en 1875 de même que Notre-Dame-du-Rocher à l'opposé sur la route de Villersexel.
- Le village a eu la particularité d'avoir, jusqu'à une époque récente, une rue des Juifs (aujourd'hui rue du Moulin). Cette dénomination pourrait être liée au procès qui a opposé le sieur de Borrey, qui détenait des droits en Alsace, (Antoine Alexis I Tranchant de la Verne) à la communauté de Winzenheim, laquelle voulait lui faire obligation de réduire le nombre de familles israélites dans le bourg au nombre de quatre au lieu de vingt-et-une. Par arrêt du Conseil souverain du 19 décembre 1732, les demandeurs sont déboutés mais sur réquisitions du procureur général il est fait défense au sieur de Borrey de recevoir à l'avenir aucun juif étranger et à ceux qui étaient établis de faire de nouvelles acquisitions d'immeubles. Il est envisageable que des habitants de cette localité, de confession israélite et jugés indésirables, aient été ainsi encouragés à venir s'installer à Borey[39]. Selon une autre hypothèse, l'appellation pourrait remonter à l'expulsion des juifs du duché de Bourgogne au XIVe siècle.

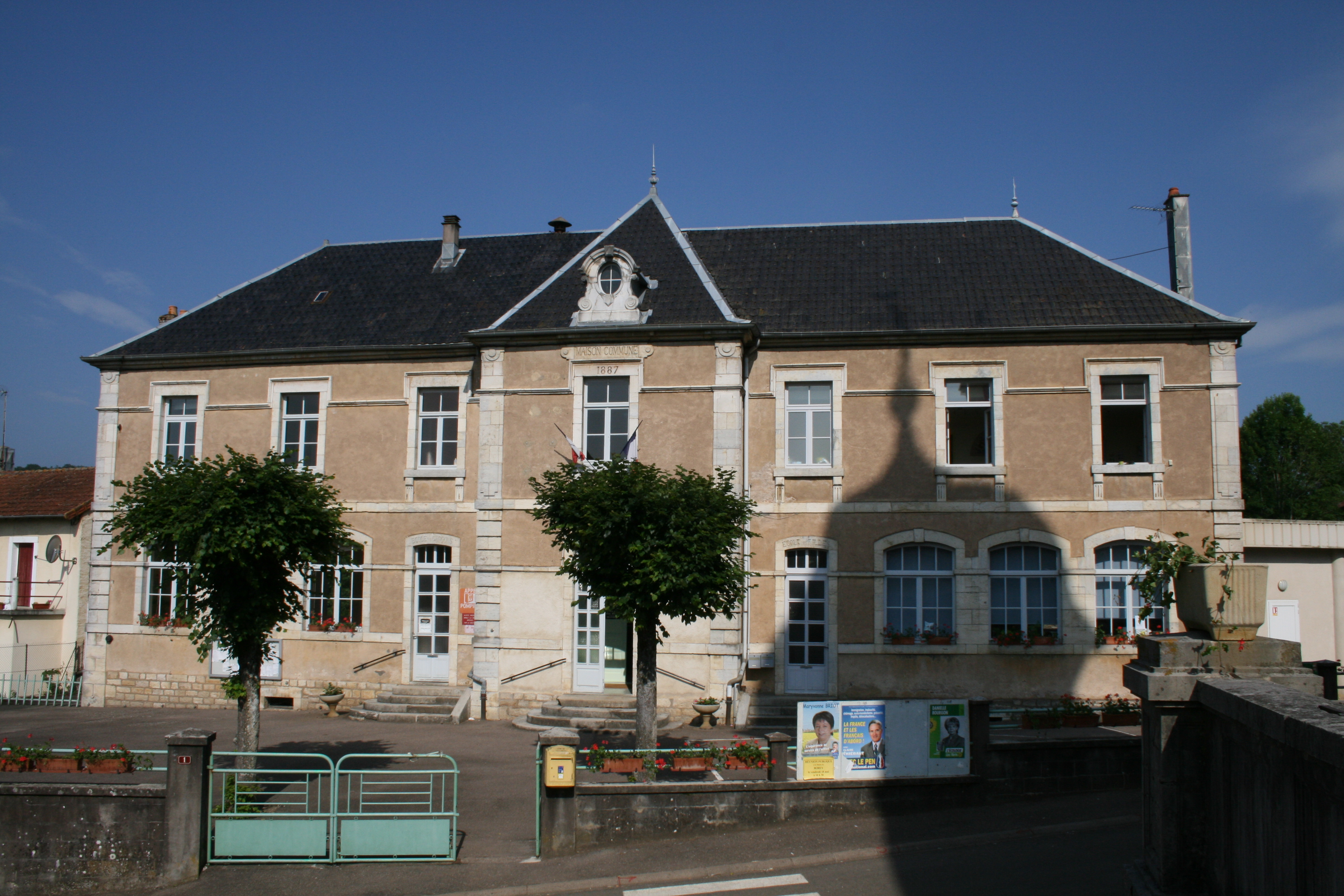
Mairie-école.
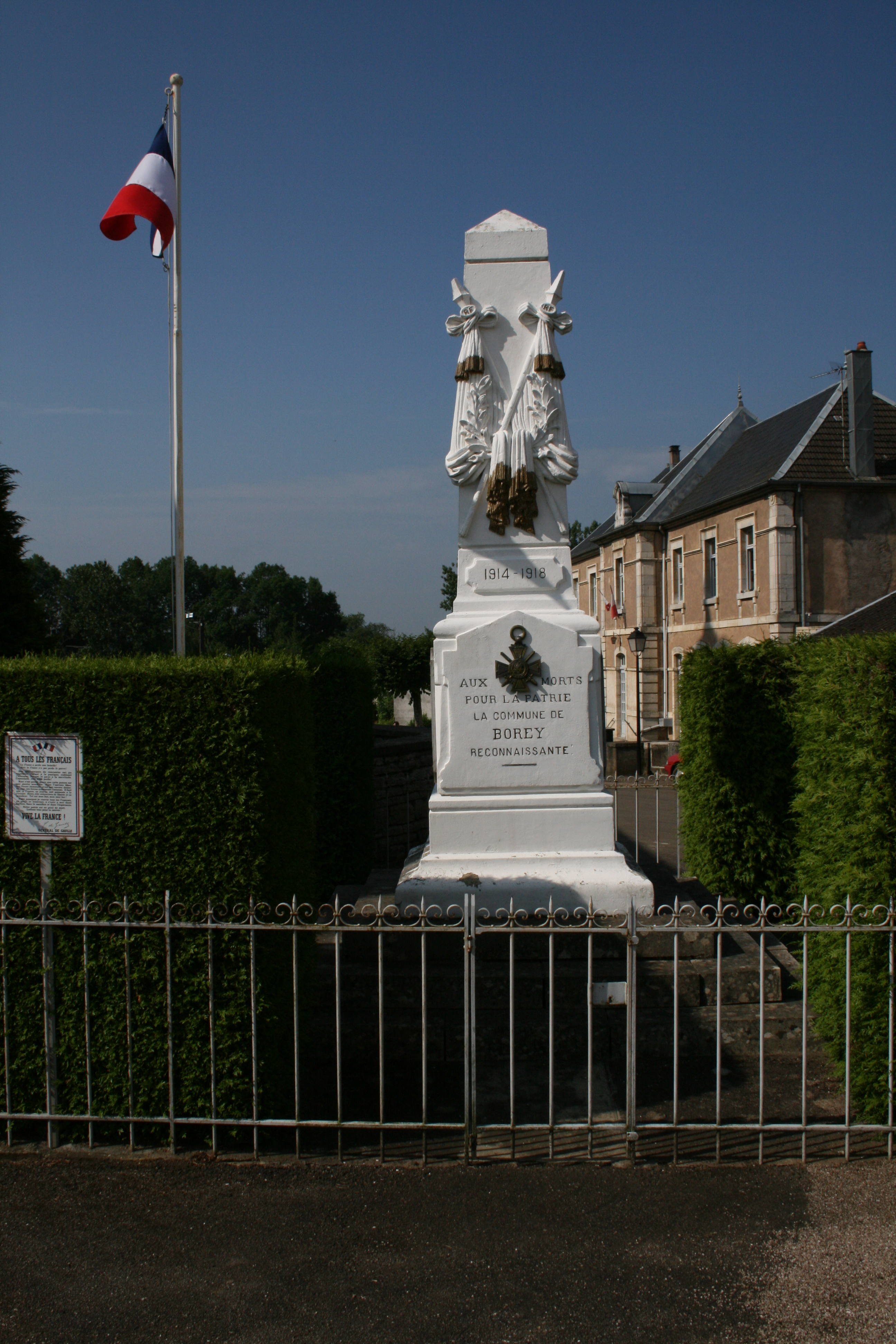
Monument aux morts.
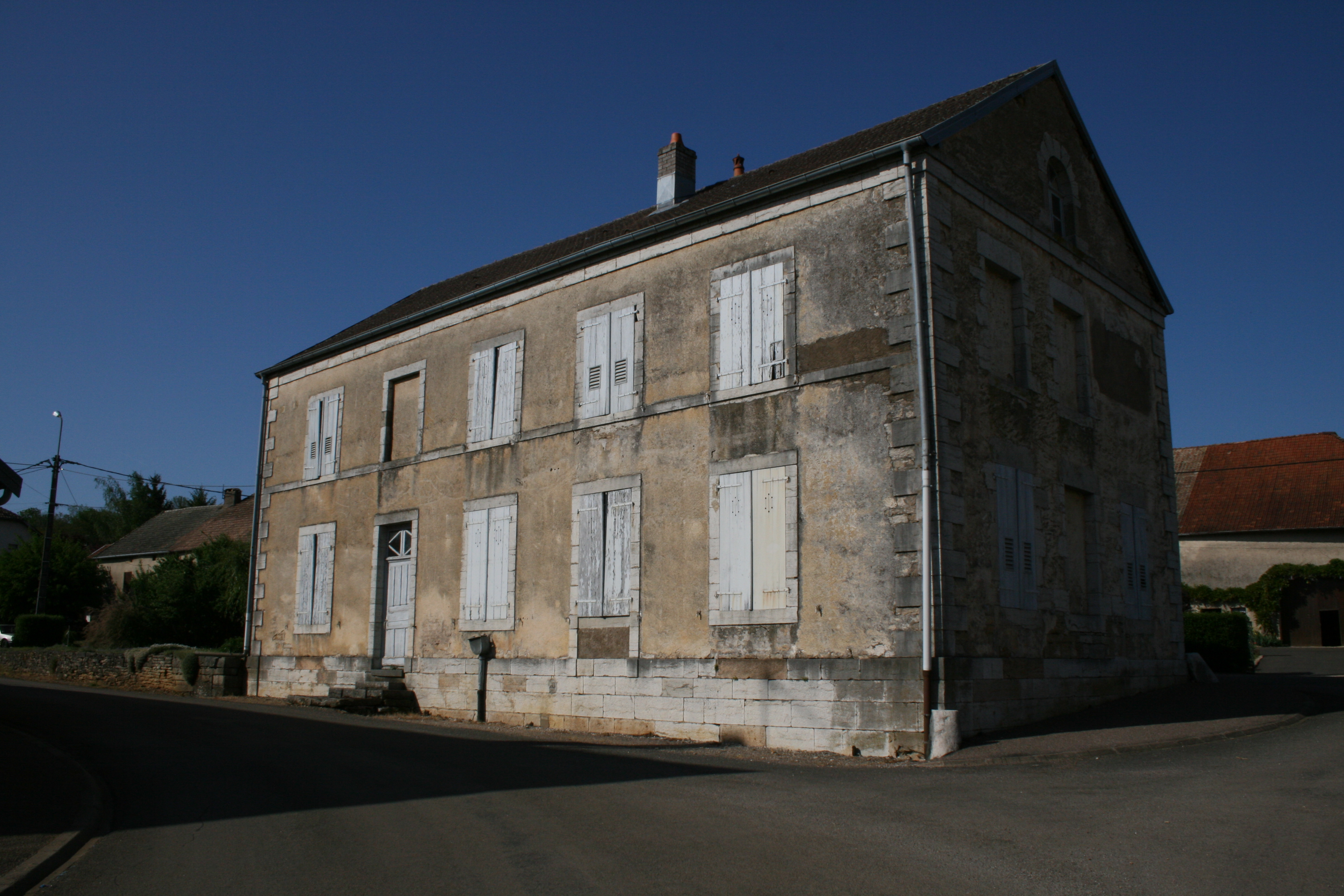
Ancienne mairie-école.
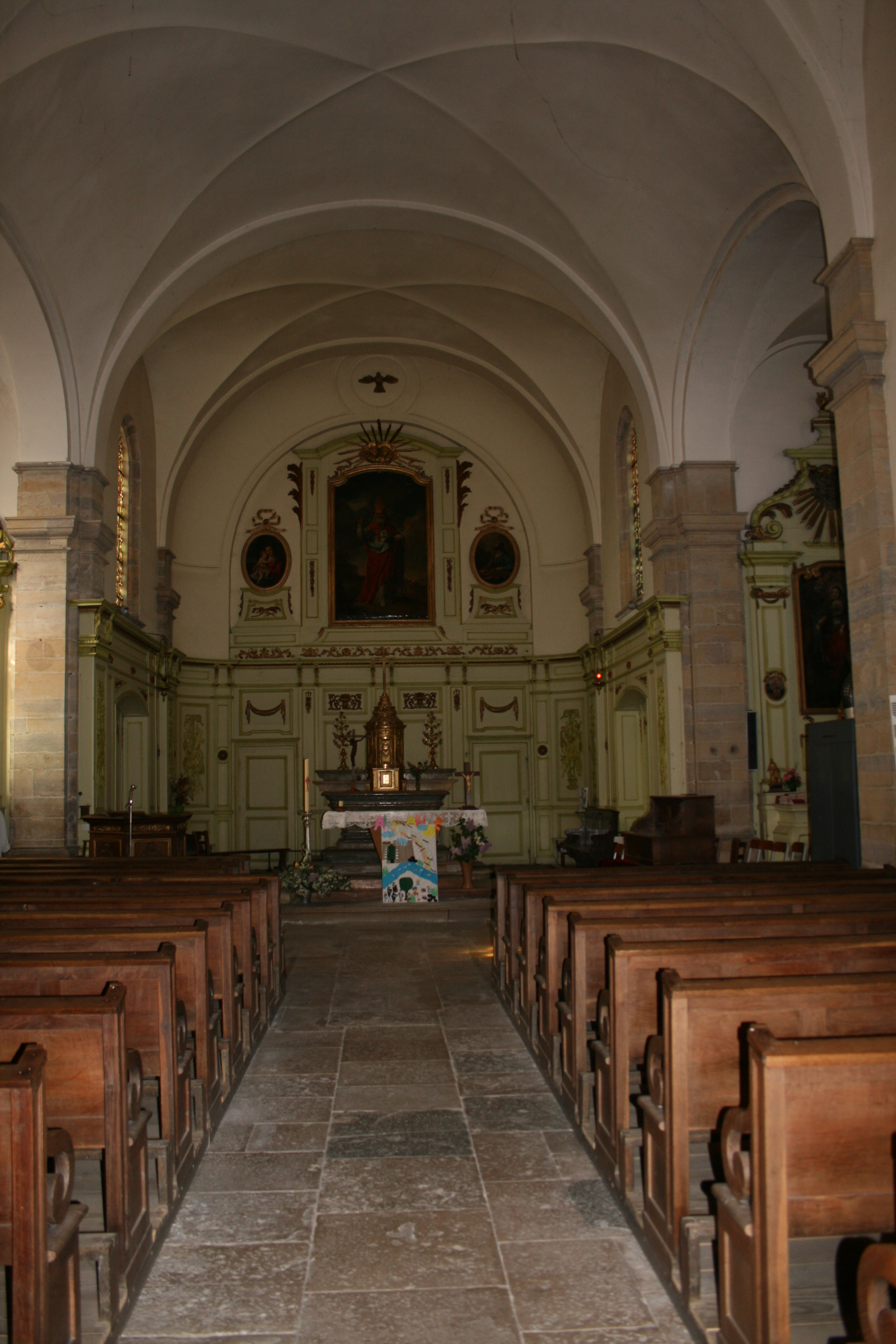
Nef église Saint-Martin.
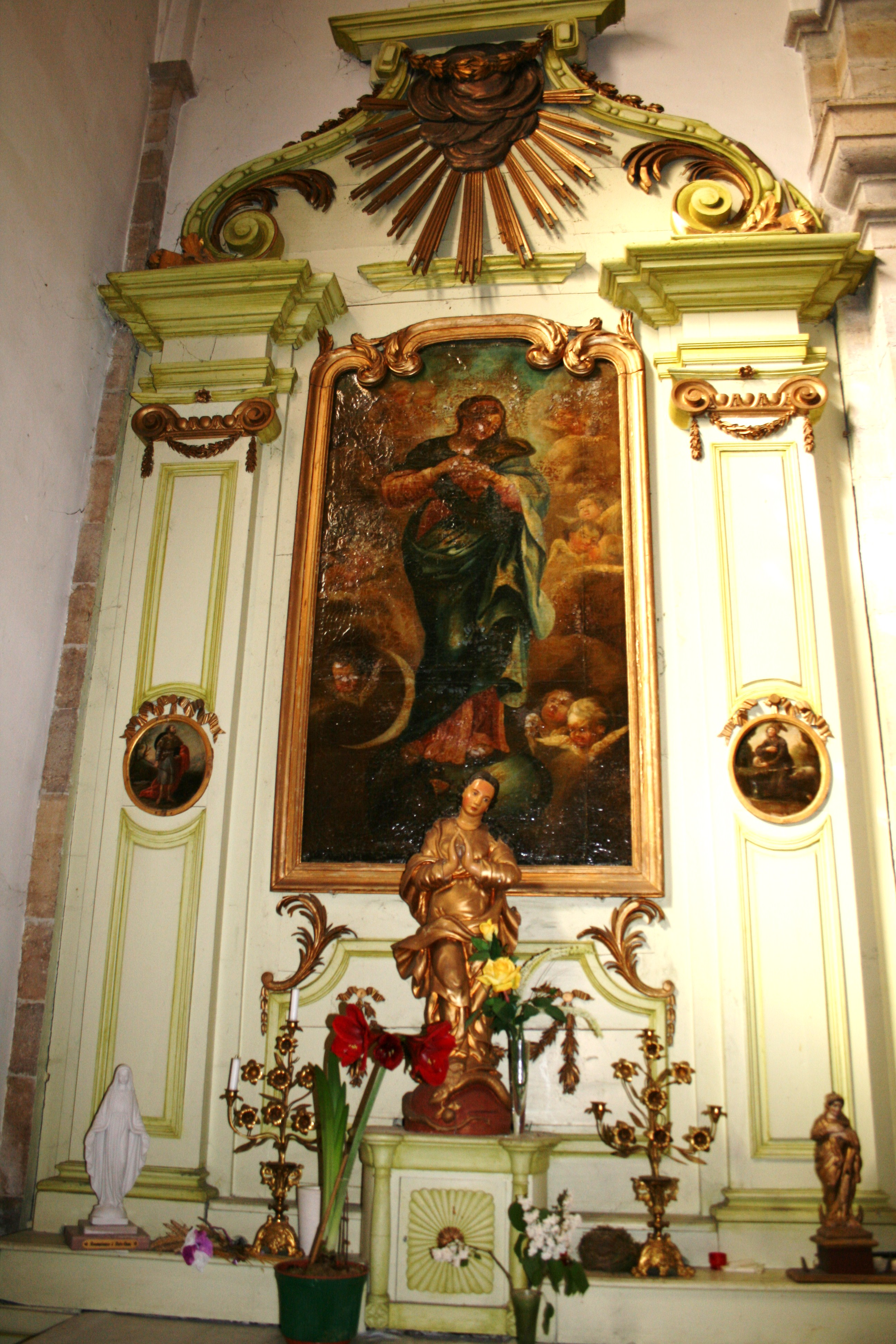
Chapelle de la Vierge.
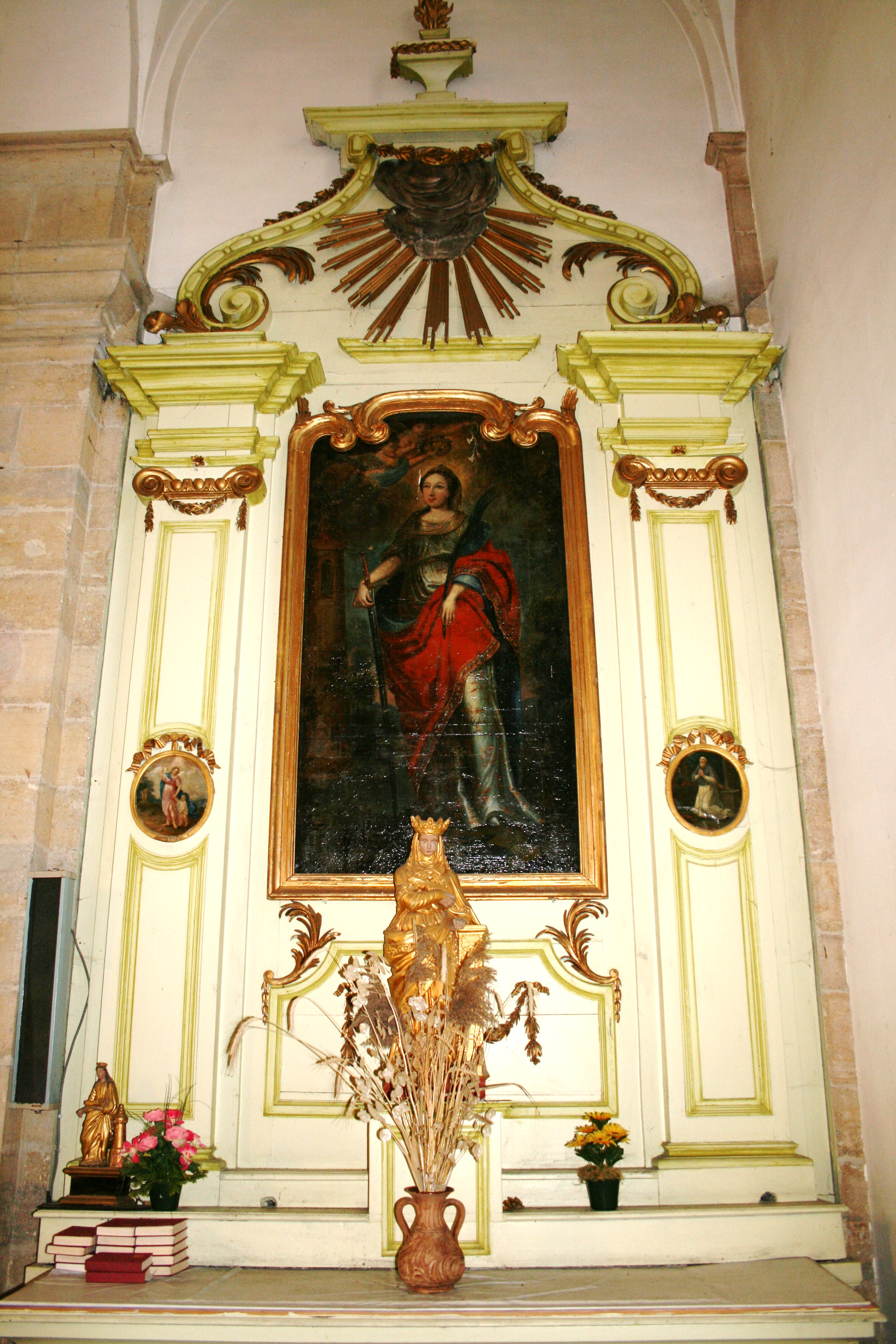
Chapelle de Sainte-Barbe.
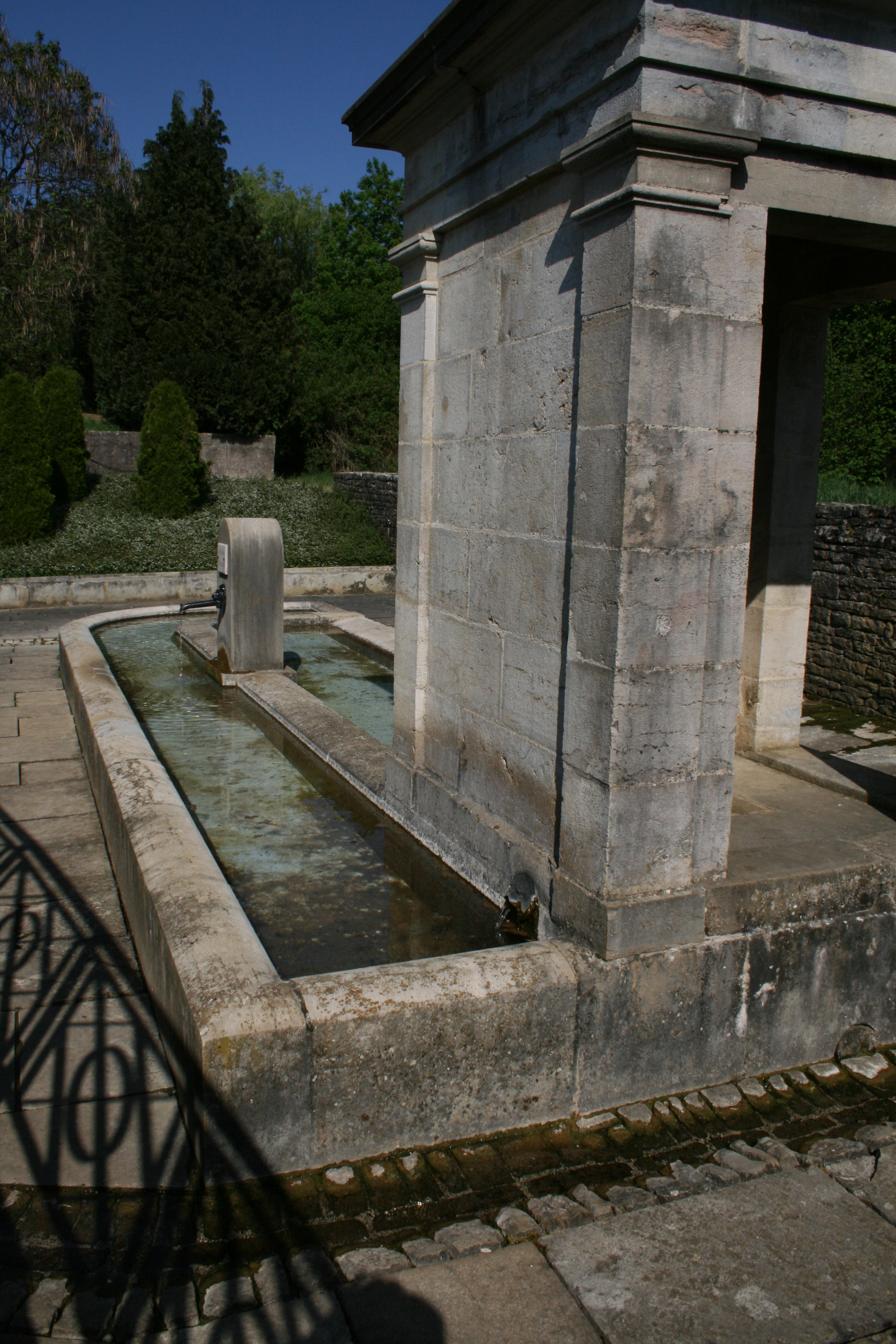
Fontaine Saint-Maurice.
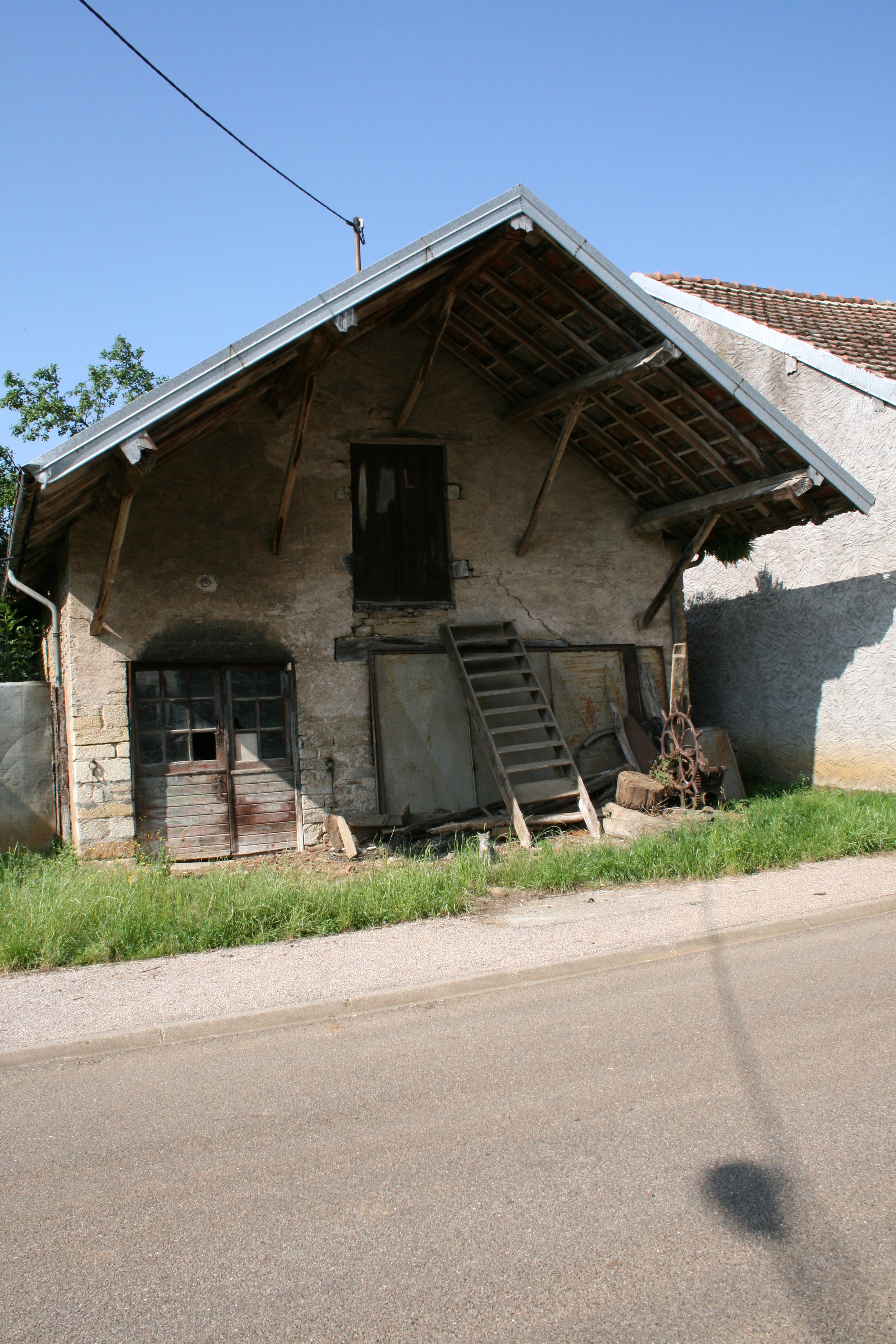
Ancienne forge.
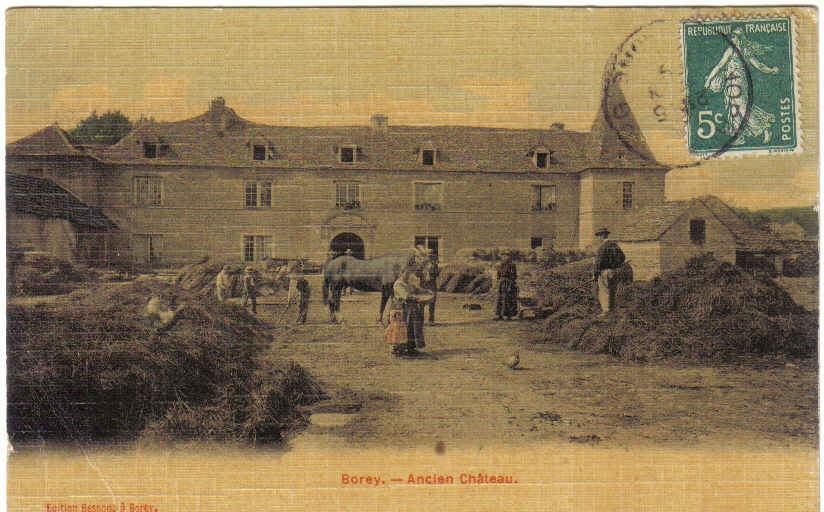
Ancien château.
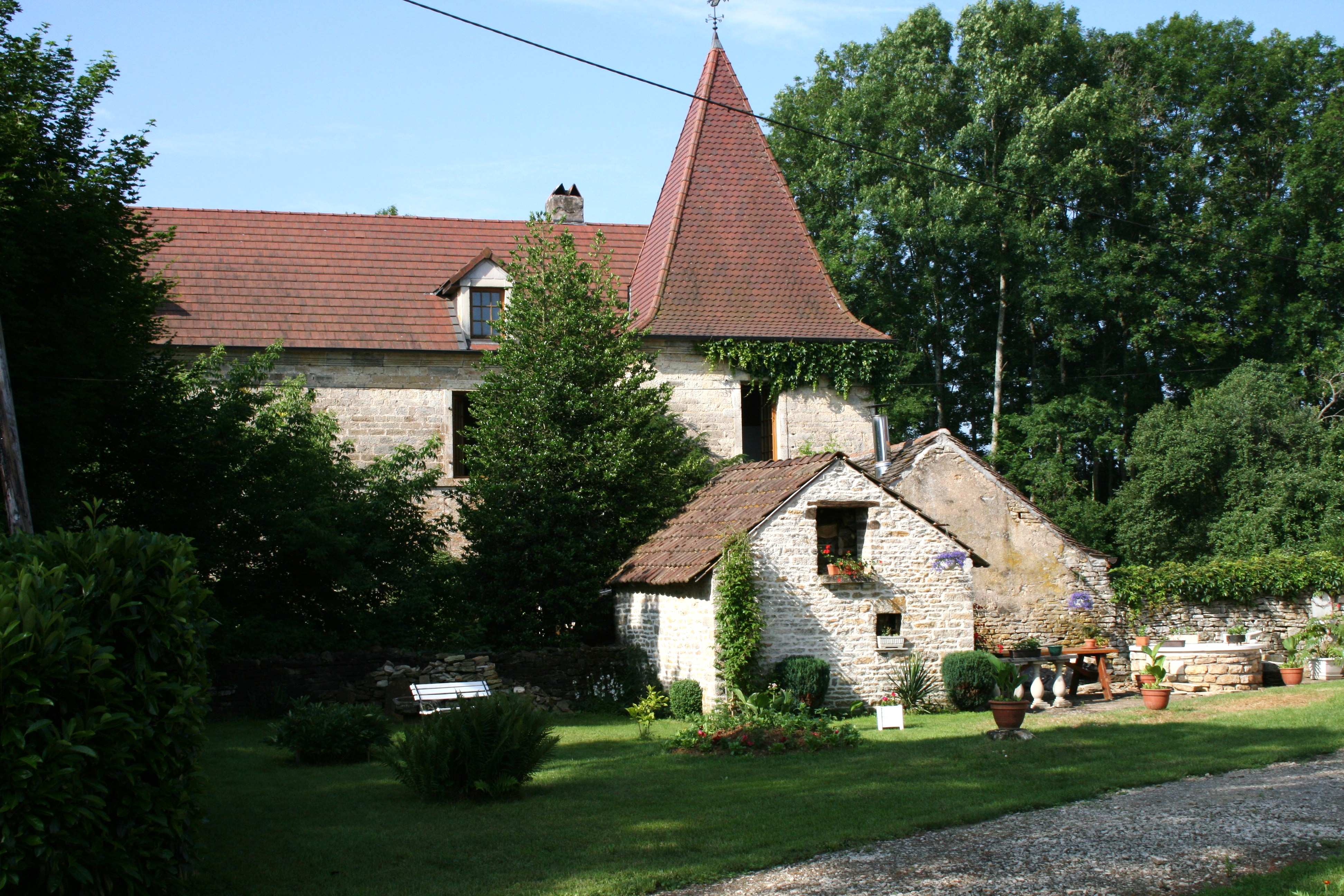
Château côté ouest.
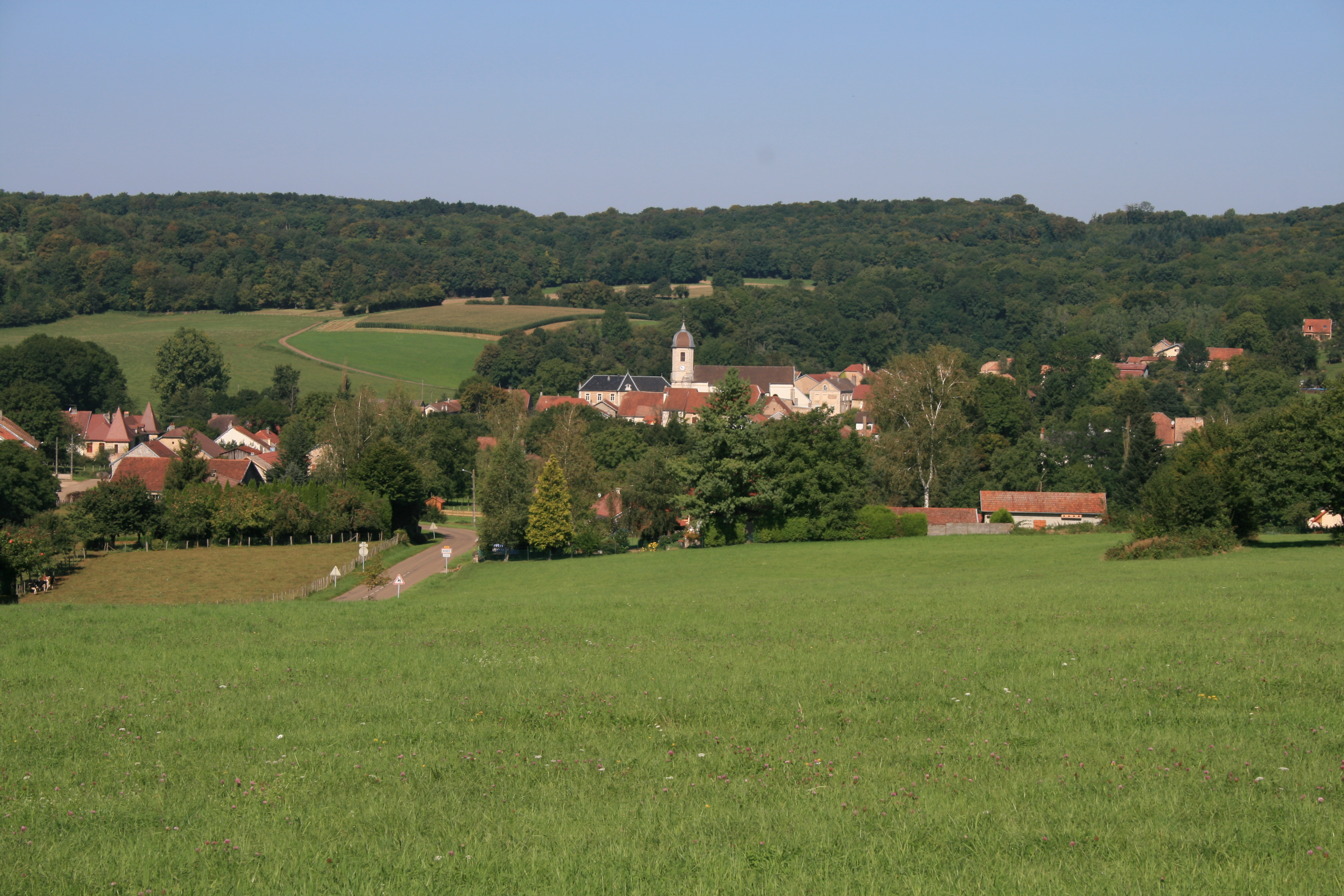
Vue générale du village.

### Personnalités liées à la commune
- Charles Aimé Tranchant, né le 24 décembre 1671 au château de Borey, fils d'Antoine Alexis Tranchant et de Marie-Thérèse Dole de la Verne, il devient capitaine dans l'armée de l'Empereur Léopold Ier du Saint-Empire et participe en 1691 à la bataille de Slankamen contre les Turcs dirigés par Ahmet II. Il quitte ses fonctions pour se mettre au service du roi de France Louis XIV, pour lequel il effectue en 1711 et 1712 une mission de rapprochement avec Frédéric Ier de Prusse. Envoyé à Vienne, il y rencontre le prince de Metternich, puis à Straslsund et Schwerin le baron de Knyphausen, ministre de la Prusse à Copenhague. Il reçoit les pleins pouvoirs de Louis XIV le 17 février 1712 pour un échange de propositions consistant en la reconnaissance par la France du titre royal et 600 000 écus si Frédéric |er retire 20 000 de ses hommes des troupes impériales. Cette négociation échoue et il est arrêté le 26 avril 1712 à Hanovre, puis conduit à Vienne comme suspect d'espionnage. Époux de Marie Louise de Lartigue, gouverneur des villes et château de Clerval (Doubs) de 1708 à 1713, il était chevalier de l'ordre de Saint-Lazare[40].
- Tranchant de la Verne Léger Marie Philippe, né le 24 octobre 1767 au château de Borey, fils de Charles François Gabriel Tranchant comte de la Verne et de Thérèse Françoise Eulalie de Masson d'Autume,il est envoyé à Goettingue en Allemagne pour y faire des études de droit. Il obtient à quatorze ans une sous-lieutenance de dragons dans l’armée de Louis V Joseph de Bourbon-Condé. En 1792, il renonce à son grade de capitaine et fuit à Coblentz, combattant ensuite dans l'Armée des émigrés. Puis,il rejoint sa famille à Fribourg en Suisse où il se marie le 18 juillet 1795 avec Anne-Françoise Gabrielle Justine Martin de Barjons. Il gagne la Russie en 1795, où il obtient un emploi à Saint-Pétersbourg auprès du prince Alexandre Kourakine, vice-chancelier de l’Empire. De retour en France en 1797, il doit fuir à nouveau à la suite du coup d'État du 18 fructidor an V. Il gagne la Suisse puis l’Allemagne et s’installe à Vienne qu’il quitte en 1800 pour Paris. Il est employé à partir de cette époque au ministère de la Guerre comme rédacteur au Dépôt de la Guerre puis comme traducteur en langue allemande. Il est l’auteur de traductions et de nombreux ouvrages sur l’art et l’histoire militaire dont Relations et Rapports officiels de la bataille d’Austerlitz rédigée sous le contrôle direct de Napoléon. Il meurt à Paris le 26 avril 1815[41].
- Ferdinand Alix, né en 1740 à Frasne dans le Doubs, a été curé de Borey de 1785, année où il succède dans ce ministère à son oncle, jusqu'en 1802. Prêtre réfractaire durant la Révolution, il doit quitter le village en août 1792 et se réfugie en Suisse[42]. Il y écrit et édite de 1794 à 1796 plusieurs ouvrages ( le manuel des Catholiques, divers entretiens sur la religion, Les Impies Modernes, le dernier prône d'un curé du Jura, Les Catholiques du Jura et les Philosophes du siècle[43].), qu'il fait parvenir à ses paroissiens et qui sont diffusés dans le diocèse. Après avoir repris ses fonctions en 1796, il est nommé à Vercel dans le Doubs où il meurt le 4 février 1825[44].

## Pour approfondir